# ونتسل چهارم پادشاه بوهم
ونتسل(به آلمانی: Wenzel، چکی:Václav)(زادهٔ ۲۶ فوریه ۱۳۶۱ - مرگ ۱۶ اوت ۱۴۱۹) پادشاه برگزیدهٔ آلمان از ۱۳۷۶ و پادشاه موروثی بوهم از ۱۳۷۸ میلادی بود. او سومین پادشاه بوهم و دومین شاه آلمان از دودمان لوکزامبورگ بود. ونتسل در ۱۴۰۰ میلادی از پادشاهی آلمان برکنار شد، ولی همچنان پادشاه بوهم باقی‌ماند.

## زندگی
ونتسل پسر کارل چهارم بود و در نورنبرگ متولد گردید. زمانی که به پادشاهی برگزیده‌شد عنوان امپراتوری مقدس روم نیز بدو رسید.
ونتسل در جریان درگیری بر سر دستیابی به جایگاه پاپی از اوربان ششم هواداری نمود. در جریان اصلاحات یان هوس او در اندیشهٔ پشتیبانی از وی و پیروانش در برابر آزار و اتهام کفر کلیسای کاتولیک بود، این سبب قهر آلمانی‌ها از دانشگاه چارلز پراگ و راه‌اندازی دانشگاه لایپزیگ به دست ایشان بود. یان هوس در ۱۴۱۵ در کنستانتس اعدام‌شد و این خود آتش جنگ‌های هوسی گردید که تا زمان مرگ ونتسل پایدار بود.
ونتسل به دلیل درگیری‌هایش در بوهم تاج امپراتوری مقدس روم را بر سر ننهاد و برای ده سال به آلمان نرفت. این سبب خشم آلمان‌ها گردید. در ۱۴۰۰ در مراجعت به آلمان او از پادشاهی کنار گذاشته و به زندان افکنده‌شد. او توانست در ۱۴۰۳ از زندان بگریزد و به موراوی پناه‌برد.
ونتسل بر اثر سکته قلبی در هنگام شکار در نزدیکی پراگ درگذشت.
وی دو بار ازدواج کرد. می‌نماید که او گرفتار الکلیسم بوده‌باشد. او به هنر تذهیب می‌پرداخته‌است.